# Noah Boeken
Noah Boeken (Amsterdam, 6 januari 1981) is een Nederlandse professionele pokerspeler. Hij won onder meer het DKr 19.300 Main Event - No Limit Hold'em van de EPT Kopenhagen 2005, goed voor een hoofdprijs van $191.355,-. Daarmee was hij de allereerste Nederlander die een titel op de European Poker Tour (EPT) op zijn naam schreef.
Boeken verdiende tot en met mei 2020 meer dan $2.115.000,- in pokertoernooien (cashgames niet meegerekend). Online speelt hij onder de naam Exclusive. Boeken is een protegé van Marcel Lüske. Hij maakte tot en met begin februari 2012 deel uit van een door PokerStars gesponsorde groep pokerprofessionals genaamd 'Team PokerStars'. In 2015 werd hij verkozen tot een van de eerste drie leden van de Nederlandse Poker Hall of Fame.

## Pokercarrière
Boeken is van origine een Magic: The Gathering-speler. Hij behaalde in 2000 de Europese titel Magic en raakte bevriend met de Amerikaanse pokerspeler David Williams. Lüske haalde hem vervolgens letterlijk in huis om hem intensief op te leiden tot pokerspeler.
Vanaf de Master Classics of Poker in november 2003 begon Boeken prijzen te winnen in professionele pokertoernooien. In aanloop naar zijn EPT-zege in 2005, haalde hij in oktober 2004 al een finaletafel op het hoofdtoernooi van het EPT-evenement in Londen. Daar eindigde hij toen als zesde (één plaats hoger dan Lüske). Boeken won drie maanden later in Kopenhagen zijn eerste EPT-titel door 155 tegenstanders voor te blijven, waarbij hij in de  heads-up Ram Vaswani versloeg. Hij was ook lid van het Nederlandse team op de Football & Poker Legends Cup.
De World Series of Poker van 2005 waren de eerste waarop Boeken zich in het prijzengeld speelde. Hij werd veertigste in de $1.500 No Limit Hold'em Shootout. Eén dag later eindigde Boeken voor het eerst aan een WSOP-finaletafel, toen hij negende werd in het $2.500 Limit Hold'em-toernooi. Zijn tweede WSOP-finaletafel volgde op de World Series of Poker 2011, in het $2.500 Mixed Hold'em-toernooi. Ondanks dat hij met de op een na grootste stapel fiches aan de laatste speeldag hiervan begon, eindigde hij ditmaal als zevende.
Naast de EPT-titel in 2005 schreef Boeken verschillende andere toernooien op zijn naam. Zo won hij ook onder meer het EEK 1.250 No Limit Hold'em-toernooi van de World Speed Poker Championships 2004 in Tallinn (goed voor $2.202,-), het $200 Pot Limit Omaha-toernooi van de Caribbean Poker Classic 2005 in Saint Kitts ($19.830,-), en de British Poker Open Final 2006 ($87.371,-). Zijn laatste grote succes is het winnen van het Main Event van de Master Classics of Poker 2013 in Amsterdam voor een bedrag van €306.821.

## Televisie
In het televisieprogramma Veronica Poker leerde Boeken bekende Nederlanders pokeren. Samen met Lüske was hij ook onderwerp van een programma genaamd Poker Kings NL, uitgezonden op de inmiddels opgeheven zender Tien. Daarin werden zij gevolgd tijdens hun bezigheden als professionele pokerspelers.